# ナキカラスフウチョウ
ナキカラスフウチョウ（啼烏風鳥、学名：Manucodia keraudrenii）は、スズメ目フウチョウ科の鳥類。

## 分布
オーストラリア、ニューギニア